# 奧代特·班西隆
奧代特·班西隆（法語：Odette Bancilhon，1908年9月22日—1998年）是一名法國天文學家。她最為人所知的是1930年代和1940年代在北非阿爾及利亞的阿爾及爾天文台的工作，在那裡她發現了小行星1333。

## 生平
班西隆畢業於科學系，自1932年12月1日起在阿爾及爾擔任氣象助理一年。1933年12月7日，在阿爾弗雷德·施米特服兵役期間，她被任命為他的替補。1934年，她以此身份發現了小行星1333。（當時她所有的出版物都署名為O. Bancilhon，這是她的職業慣例）。1937年11月1日，她被任命為助理。
她於1942年9月12日在阿爾及爾與她的同事施米特結婚，婚後以O. Schmitt-Bancilhon命名。
1950年1月1日，她和丈夫被調到法國斯特拉斯堡天文台，她在那裡擔任了幾年的助理。1956年10月2日至1958年4月10日，他們夫婦遷往厄瓜多的基多天文台。她在那裡擔任助理，而她的丈夫則擔任天文台台長。她於1964年7月1日退休。
小行星1713以她的名字命名。這顆小行星是由她在阿爾及爾天文台的前同事路易·博耶於1951年9月27日發現的。

## 部分出版
- Schmitt, A., and O. Schmitt-Bancilhon. "Positions of Comets obtained visually at the Equatorial Coudé of the Algiers Observatory." Observer Journal 31 (1948): 164.